# Малая Митрофаньевская улица
Малая Митрофа́ньевская улица — улица в Адмиралтейском и Московском районах Санкт-Петербурга. Проходит от Московского проспекта до Митрофаньевского шоссе.

## История
Первоначальное название дорога на Митрофаниевское кладбище известно с 1849 года, дано по Митрофаньевскому кладбищу (на месте домов 11а и 10—18).
14 июля 1859 года присвоено наименование Малая Митрофаниевская дорога. Параллельно существовали варианты Малая Митрофаниевская улица, Митрофаньевская улица. С 1939 года существует современное написание Малая Митрофаньевская улица.
Малая Митрофаньевская улица разорвана на два участка — от Митрофаньевского шоссе до безымянного переулка у дома 8, корпус 1, и от Парфёновской улицы до Московского проспекта. Проезда между ними не было, поскольку там существовала Варшавская железная дорога. В 2021 году был построен 100-метровый участок Малой Митрофаньевской улицы от Парфёновской на восток. В 2025 году стало известно, что проложат 75-метровый участок от Парфёновской на запад, тем самым Малая Митрофаньевская перестанет быть разорванной.

## Достопримечательности
- дом № 2/85 — трамвайный парк № 1 им. Коняшина;
- дом № 4 — административное здание и производственный корпус (литера Л) городского механического хлебопекарного завода. Построен в 1915—1916 годах по проекту гражданского инженера Л. В. Шмеллинга и инженера-техника Николая Нагеля.  7830812000
- дом № 7, литера Б — до июля 2018 года здесь находились казармы для служащих Варшавского вокзала, построенные до 1834 года[4]. В 2013 году здания комплекса были рекомендованы для включения в реестр объектов культурного наследия по результатам экспертизы, проведённой Маргаритой Штиглиц, однако соответствующее заявление КГИОП отклонил[5]. Градозащитники подали иск в Куйбышевский районный суд, по результатам судебного разбирательства отказ комитета был признан незаконным. Несмотря на предписание суда, КГИОП так не внёс казармы в список памятников культуры, а 14-го июля 2018 дома были снесены[6][7][8]. 22 октября того же года КГИОП подал в суд с прошением о пересмотре предыдущего решения, поскольку спорные здания уже были снесены. Однако, суд отказал, утверждая, что комитет фактически уклонился от исполнения судебного акта и допустил незаконный снос, и в рамках своих полномочий должен обязать виновника восстановить утраченные здания[9]. На сайте КГИОП указано, что 29 декабря 2018 года два утраченных дома «были взяты под государственную охрану»[10].

## Транспорт
Ближайшие станции метро — «Московские ворота» и «Балтийская».
- Автобус: № 263